# جورج ألبرت ماغواير
جورج ألبرت ماغواير هو سياسي كندي، ولد في 7 أبريل 1871، وتوفي في 2 يوليو 1955.